# Дружество на художниците на Македония
Дружеството на художниците на Македония (на македонска литературна норма: Друштво на ликовните уметници на Македонија, ДЛУМ) е сдружение на художниците от Северна Македония.

## История
Дружеството официално е формирано в 1946 година, но преди тази година негови предшественици съществуват. Основоположници на дружеството са Димитър Пандилов, Лазар Личеноски, Никола Мартиноски, Вангел Коджоман, Василие Попович и други. Пръв председател на дружеството е Никола Мартиноски. По инициатива на дружеството е създадено Художествено училище в Скопие. Дружеството на художниците на Македония присъжда различни награди на художници, скулптори и други творци. Председател на ДХМ от 2006 година е Таня Балач.

## Награди
ДХМ присъжда следните награди:
- „Нерешки майстори“ – за живопис и непрекъснато творчество и скулптура;
- „Лазар Личеноски“ – за живопис;
- „Никола Мартиноски“ – за рисунка;
- „Димче Николов“ (преди „Моша Пияде“) – за графика;
- „Петър Мазев“ – за живопис на млад автор;
- „Йордан Грабул“ – за скулптура;
- „Димитър Пандилов“ – за живопис на миниатюри;